# فرودگاه هانگ کنگ–ترمینال مکاو فری هنگ کنگ
فرودگاه هانگ کنگ–ترمینال مکاو فری هنگ کنگ (به انگلیسی: Hong Kong – Macau Ferry Terminal, Hong Kong) یک فرودگاه همگانی با کد یاتا HHP است . این فرودگاه در کشور هنگ کنگ قرار دارد و در ارتفاع ۳۳ متری از سطح دریا واقع شده‌است.